# Siete y tres
Siete y tres es la denominación de un cóctel resultante de la mezcla de siete partes de vino y tres partes de un refresco gaseoso.

## Origen
Este término se originó en Uruguay y su utilización fue muy popular en ese país, en la segunda mitad del siglo XX.

## Cultura popular
Haciendo referencia a esta bebida, el músico Jaime Roos bautizó con ese nombre su disco editado en 1986 en cuya carátula podía apreciarse una damajuana con la popular mezcla.